# Timava
Timava, tudi Timav (furlansko Timau, italijansko Timavo), je reka v tržaškem primorju. Tok Timave je od izvira do izliva v morje dolg le okrog 2 km. V štirih izvirih se reka pojavi pri Štivanu in se kmalu zatem, pri Ribiškem naselju med Devinom in Tržičem izliva v Pancanski zaliv (del Tržaškega zaliva) v Jadranskem morju. 
Domneva, da je Timava izključno ponovni izvir ponikalne reke Reke je bila v 20. stoletju znanstveno ovržena. Od Reke prejema le eno tretjino vode, drugi dve tretjini pa dopolnjujeta reka Vipava (delni ponor pri kraju Vrtoče) in Soča (delno ponikuje v prodnih tleh) ter ponikalne vode meteorskih padavin s kraške planote nad izvirom. 
Izmed štirih izvirov so najbolj oddaljene Moščenice, ki izvirajo južno od Doberdobskega jezera (prečka jih avtocesta), Potok pod Maganjkom, Srednji potok in Potok na jaknah pa so trije izviri pod vasjo Štivan. Reko so omenjali že antični pisci Livij, Strabon, Vergilij ter zgodovinarji in geografi, ki pa so tedaj navajali devet izvirov. Na področju izvirov je bilo rimsko naselje Fons Timavi.